# Ivana Španović
Ivana Španović, div. Vuleta (Zrenjanin, 10 maggio 1990), è una lunghista serba.

## Biografia
Allenata da Goran Obradović, in carriera ha vinto la medaglia di bronzo nel salto in lungo ai Giochi olimpici di Rio de Janeiro 2016 e la medaglia d'oro ai campionati mondiali del 2023 a Budapest, divenendo la prima serba di sempre a trionfare in una gara nella massima rassegna mondiale.

## Record nazionali
- 60 metri piani indoor: 7"31 ( Novi Sad, 31 gennaio 2015)
- Salto in lungo: 7,14 m ( Budapest, 21 agosto 2023)
- Salto in lungo indoor: 7,24 m ( Belgrado, 5 marzo 2017)
- Pentathlon: 4240 punti ( Novi Sad, 19 gennaio 2013)

## Progressione

### Salto in lungo
| Stagione | Misura | Luogo             | Data      | Rank. Mond. |
| -------- | ------ | ----------------- | --------- | ----------- |
| 2023     | 7,14 m | Budapest          | 21-8-2023 |             |
| 2022     | 7,06 m | Monaco di Baviera | 18-8-2022 | 3           |
| 2021     | 7,00 m | Tokyo             | 1-8-2021  | 6           |
| 2020     | 6,80 m | Novi Sad          | 6-6-2020  | 5           |
| 2019     | 6,85 m | Birmingham        | 18-8-2019 | 12          |
| 2018     | 6,99 m | Tarragona         | 27-6-2018 | 2           |
| 2017     | 6,96 m | Londra            | 11-8-2017 | 4           |
| 2016     | 7,10 m | Belgrado          | 11-9-2016 | 4           |
| 2015     | 7,02 m | Zurigo            | 3-9-2015  | 3           |
| 2014     | 6,88 m | Eugene            | 30-5-2014 | 8ª          |
| 2013     | 6,82 m | Mosca             | 11-8-2013 | 12ª         |
| 2012     | 6,64 m | Sremska Mitrovica | 3-6-2012  | 53ª         |
| 2011     | 6,71 m | Ostrava           | 17-7-2011 | 36ª         |
| 2010     | 6,78 m | Belgrado          | 20-6-2010 | 20ª         |
| 2009     | 6,71 m | Novi Sad          | 24-7-2009 | 33ª         |
| 2008     | 6,65 m | Senta             | 15-6-2008 | 48ª         |
| 2007     | 6,41 m | Ostrava           | 15-7-2007 | 132ª        |
| 2006     | 6,38 m | Novi Sad          | 11-6-2006 | 126ª        |
| 2005     | 6,43 m | Tripoli           | 30-7-2005 | 101ª        |

### Salto in lungo indoor
| Stagione | Misura | Luogo      | Data      | Rank. Mond. |
| -------- | ------ | ---------- | --------- | ----------- |
| 2023     | 6,98 m | Istanbul   | 4-3-2023  | 4           |
| 2022     | 7,06 m | Belgrado   | 20-3-2022 | 1           |
| 2021     | 6,75 m | Istanbul   | 20-2-2021 | 7           |
| 2019     | 6,99 m | Glasgow    | 3-3-2019  | 1           |
| 2018     | 6,96 m | Birmingham | 4-3-2018  | 1           |
| 2017     | 7,24 m | Belgrado   | 5-3-2017  | 1           |
| 2016     | 7,07 m | Portland   | 18-3-2016 | 2           |
| 2015     | 6,98 m | Praga      | 7-3-2015  | 2           |
| 2014     | 6,92 m | Istanbul   | 22-2-2014 | 3           |
| 2013     | 6,73 m | Istanbul   | 23-2-2013 | 8           |
| 2012     | -      | -          | -         | -           |
| 2011     | 6,34 m | Fiume      | 19-2-2011 | -           |
| 2010     | -      | -          | -         | -           |
| 2009     | 6,47 m | Budapest   | 14-2-2009 | 38ª         |
| 2008     | 6,52 m | Paiania    | 9-2-2008  | 31ª         |
| 2007     | 6,53 m | Mosca      | 14-2-2007 | 26ª         |
| 2006     | 6,48 m | Budapest   | 5-2-2006  | 45ª         |
| 2005     | 6,01 m | Belgrado   | 12-2-2005 | -           |

## Palmarès

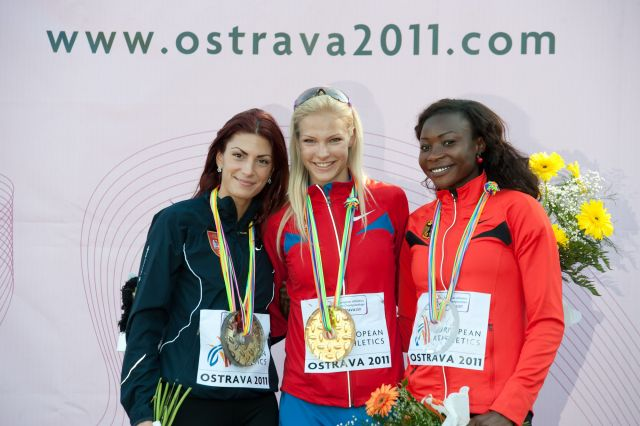
Ivana Španović (a sinistra) insieme a Dar'ja Klišina e Sosthene Taroum Moguenara agli europei under 23 del 2011

| Anno                                        | Manifestazione          | Sede           | Evento         | Risultato      | Prestazione | Note                                                       |
| ------------------------------------------- | ----------------------- | -------------- | -------------- | -------------- | ----------- | ---------------------------------------------------------- |
| In rappresentanza della Serbia e Montenegro |                         |                |                |                |             |                                                            |
| 2005                                        | Mondiali U18            | Marrakech      | 100 m piani    | Qualificazione | 12"28       |                                                            |
| 2005                                        | Mondiali U18            | Marrakech      | Salto in lungo | Qualificazione | 5,97 m      |                                                            |
| In rappresentanza della Serbia              |                         |                |                |                |             |                                                            |
| 2006                                        | Mondiali U20            | Pechino        | Salto in lungo | 7ª             | 6,23 m      |                                                            |
| 2007                                        | Europei indoor          | Birmingham     | Salto in lungo | Qualificazione | 6,18 m      |                                                            |
| 2007                                        | Mondiali U18            | Ostrava        | Salto in lungo | Argento        | 6,41 m      | Miglior prestazione personale stagionale                   |
| 2007                                        | Europei U20             | Hengelo        | Salto in lungo | Qualificazione | 6,24 m      |                                                            |
| 2008                                        | Mondiali U20            | Bydgoszcz      | Salto in lungo | Oro            | 6,61 m      |                                                            |
| 2008                                        | Giochi olimpici         | Pechino        | Salto in lungo | Qualificazione | 6,30 m      |                                                            |
| 2009                                        | Universiadi             | Belgrado       | Salto in lungo | Oro            | 6,64 m      |                                                            |
| 2009                                        | Europei U20             | Novi Sad       | Salto in lungo | Argento        | 6,71 m      |                                                            |
| 2010                                        | Europei                 | Barcellona     | Salto in lungo | 8ª             | 6,60 m      |                                                            |
| 2011                                        | Europei U23             | Ostrava        | Salto in lungo | Argento        | 6,74 m      |                                                            |
| 2011                                        | Mondiali                | Taegu          | Salto in lungo | dns            | dns         |                                                            |
| 2012                                        | Europei                 | Helsinki       | Salto in lungo | Qualificazione | 6,33 m      |                                                            |
| 2012                                        | Giochi olimpici         | Londra         | Salto in lungo | 9ª             | 6,35 m      |                                                            |
| 2013                                        | Europei indoor          | Göteborg       | Salto in lungo | 5ª             | 6,68 m      |                                                            |
| 2013                                        | Mondiali                | Mosca          | Salto in lungo | Bronzo         | 6,82 m      | Record nazionale                                           |
| 2014                                        | Mondiali indoor         | Sopot          | Salto in lungo | Bronzo         | 6,77 m      |                                                            |
| 2014                                        | Europei                 | Zurigo         | Salto in lungo | Argento        | 6,81 m      |                                                            |
| 2015                                        | Europei indoor          | Praga          | Salto in lungo | Oro            | 6,98 m      | Record nazionale                                           |
| 2015                                        | Mondiali                | Pechino        | Salto in lungo | Bronzo         | 7,01 m      | Record nazionale                                           |
| 2016                                        | Mondiali indoor         | Portland       | Salto in lungo | Argento        | 7,07 m      | Record nazionale                                           |
| 2016                                        | Europei                 | Amsterdam      | Salto in lungo | Oro            | 6,94 m      |                                                            |
| 2016                                        | Giochi olimpici         | Rio de Janeiro | Salto in lungo | Bronzo         | 7,08 m      | Record nazionale                                           |
| 2017                                        | Europei indoor          | Belgrado       | Salto in lungo | Oro            | 7,24 m      | Miglior prestazione mondiale stagionale                    |
| 2017                                        | Mondiali                | Londra         | Salto in lungo | 4ª             | 6,96 m      |                                                            |
| 2018                                        | Mondiali indoor         | Birmingham     | Salto in lungo | Oro            | 6,96 m      | Miglior prestazione mondiale stagionale                    |
| 2018                                        | Giochi del Mediterraneo | Tarragona      | Salto in lungo | Oro            | 7,04 m      | Record dei Giochi                                          |
| 2018                                        | Europei                 | Berlino        | Salto in lungo | Finale         | dns         |                                                            |
| 2019                                        | Europei indoor          | Glasgow        | Salto in lungo | Oro            | 6,99 m      | Miglior prestazione mondiale stagionale                    |
| 2021                                        | Giochi olimpici         | Tokyo          | Salto in lungo | 4ª             | 6,91 m      |                                                            |
| 2022                                        | Mondiali indoor         | Belgrado       | Salto in lungo | Oro            | 7,06 m      | Miglior prestazione mondiale stagionale                    |
| 2022                                        | Mondiali                | Eugene         | Salto in lungo | 7ª             | 6,84 m      |                                                            |
| 2022                                        | Europei                 | Monaco         | Salto in lungo | Oro            | 7,06 m      | =                                                          |
| 2023                                        | Europei indoor          | Istanbul       | Salto in lungo | Bronzo         | 6,91 m      |                                                            |
| 2023                                        | Mondiali                | Budapest       | Salto in lungo | Oro            | 7,14 m      | Miglior prestazione mondiale stagionale · Record nazionale |
| 2024                                        | Giochi olimpici         | Parigi         | Salto in lungo | 16ª (q)        | 6,51 m      |                                                            |

## Altre competizioni internazionali
2014
- Argento in Coppa continentale ( Marrakech), salto in lungo - 6,56 m

2016
- Vincitrice della Diamond League nella specialità del salto in lungo (68 punti)

2017
- Vincitrice della Diamond League nella specialità del salto in lungo

2021
- Vincitrice della Diamond League nella specialità del salto in lungo

2022
- Vincitrice della Diamond League nella specialità del salto in lungo

2023
- Vincitrice della Diamond League nella specialità del salto in lungo